# Mens-computerinteractie

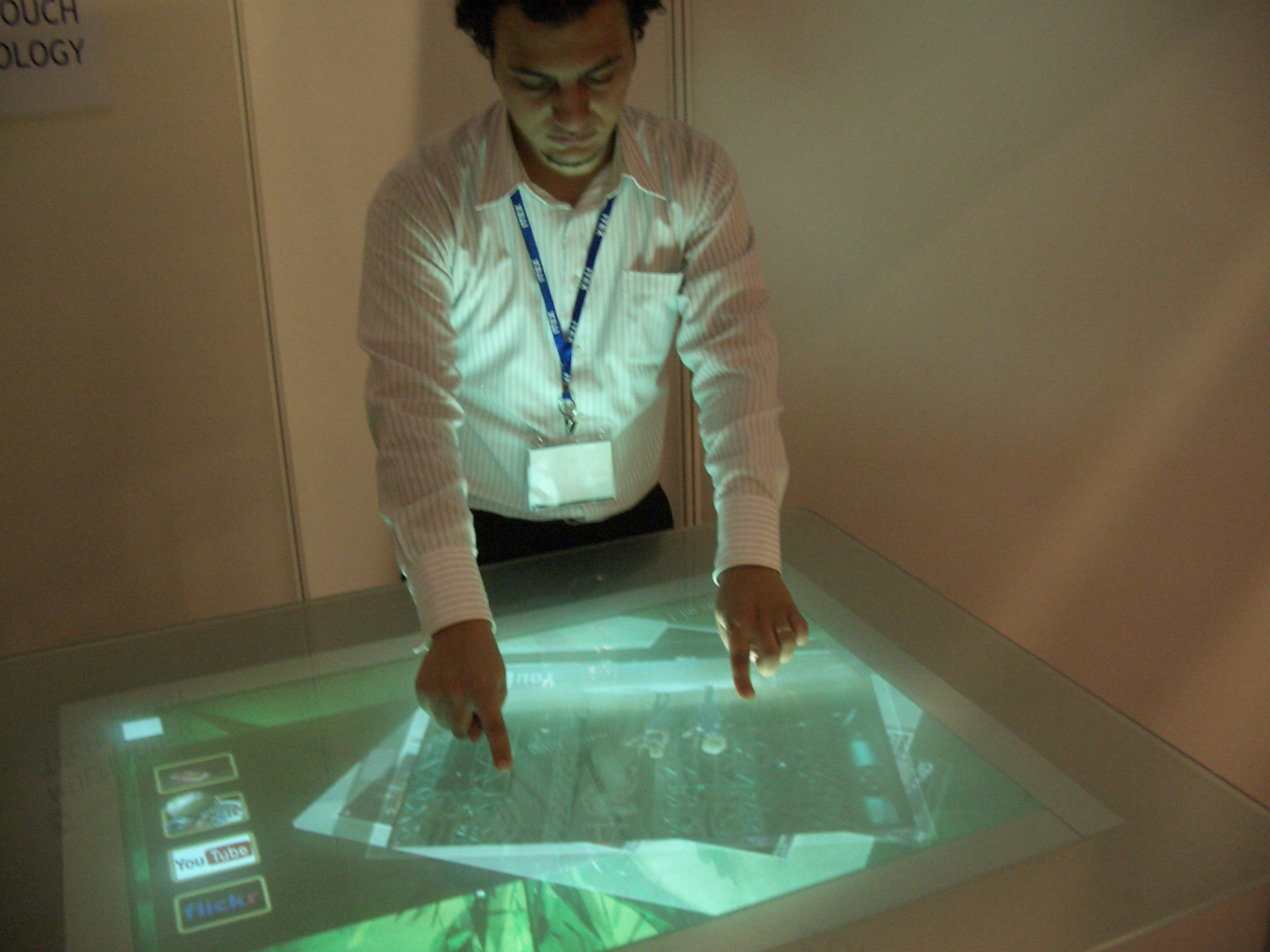
Interactie tussen mens en computer via een aanraakscherm

Mens-computerinteractie (MCI)  is een vakgebied binnen de informatiekunde dat zich bezighoudt met onderzoek naar de interactie (wisselwerking) tussen mensen (gebruikers) en machines (waaronder computers). De interactie wordt gerealiseerd middels een gebruikersinterface (Engels: user interface). De gebruikersinterface is als intermediair op te vatten tussen de mens en de machine en kan zowel de hardwarekant als de softwarekant van een machine omvatten. 
Andere veel voorkomende namen voor dit vakgebied zijn mens-machineinteractie (MMI) en de Engelse benaming human-computer Interaction (HCI).
Als voorbeeld bij het autorijden gebruikt de bestuurder het stuur en het gaspedaal om de richting en de snelheid te bepalen. De stoel meldt het gedrag (interactie) van de auto aan de bestuurder. Het stuur, het gaspedaal en de stoel zijn in dit voorbeeld de mens-machineinterface. Hoe het voertuig reageert is de interactie.
In het ontwerpproces is de mens-machineinteractie zeer belangrijk. Vaak wordt deze proefondervindelijk of met simulaties bepaald.

## Het vakgebied

### Doelen
Het vakgebied stelt zich als doel om methoden en gereedschappen te ontwikkelen om de interactie tussen de gebruikers van machines zo soepel mogelijk te laten verlopen. 
Het vakgebied stelt zich als doel:
- Ontwikkeling van modellen en theorieën rondom mens-computerinteractie.
- Onderzoek naar methodologieën om ontwerpers te helpen goede interfaces te ontwerpen.
- Onderzoek naar nieuwe gereedschappen om ontwikkelaars te helpen goede interfaces te bouwen.
- Onderzoek naar technieken om interfaces te evalueren en te beoordelen.
- Het ontwerpen en ontwikkelen van interfaces en interactie technieken.

### Relaties met andere vakgebieden
MCI staat niet geheel op zichzelf, maar is redelijk interdisciplinair. Het vakgebied heeft sterke bindingen met andere vakgebieden. Bijvoorbeeld:
- Interaction design
- Cognitieve psychologie
- Ergonomie
- Informatica / Informatiekunde
- Kunstmatige intelligentie

Vaak gaat MCI gemakshalve voorbij aan de relatie tussen informatica en de maatschappij. Het toepassen van informaticaproducten heeft grote invloed op maatschappelijke en sociale ontwikkelingen. Dit gaat met name een rol spelen wanneer de informaticaproducten onzichtbaar worden en (draadloos) communiceren met andere systemen.